# Glynn County
Das Glynn County ist ein County im Bundesstaat Georgia der Vereinigten Staaten. Verwaltungssitz (County Seat) ist Brunswick.

## Geographie
Das County liegt im Südosten von Georgia, südlich des Altamaha River am Atlantik und hat eine Fläche von 1516 Quadratkilometern, wovon 422 Quadratkilometer Wasserfläche sind. Es grenzt im Uhrzeigersinn an folgende Countys: McIntosh County, Camden County, Brantley County und Wayne County. Das County ist Teil der Metropolregion Brunswick–St. Simons.
Auf der dem Land vorgelagerten St. Simons Island liegt das 1736 errichtete und 1748 aufgegebene Fort Frederica, eine Küstenfestung der Britischen Kolonie Georgia gegen die Spanier in Florida.

## Geschichte
Glynn County wurde am 5. Februar 1777 als eines der acht Original Countys gebildet. Benannt wurde es nach John Glynn, einem Mitglied des britischen Parlaments.

## Demografische Daten

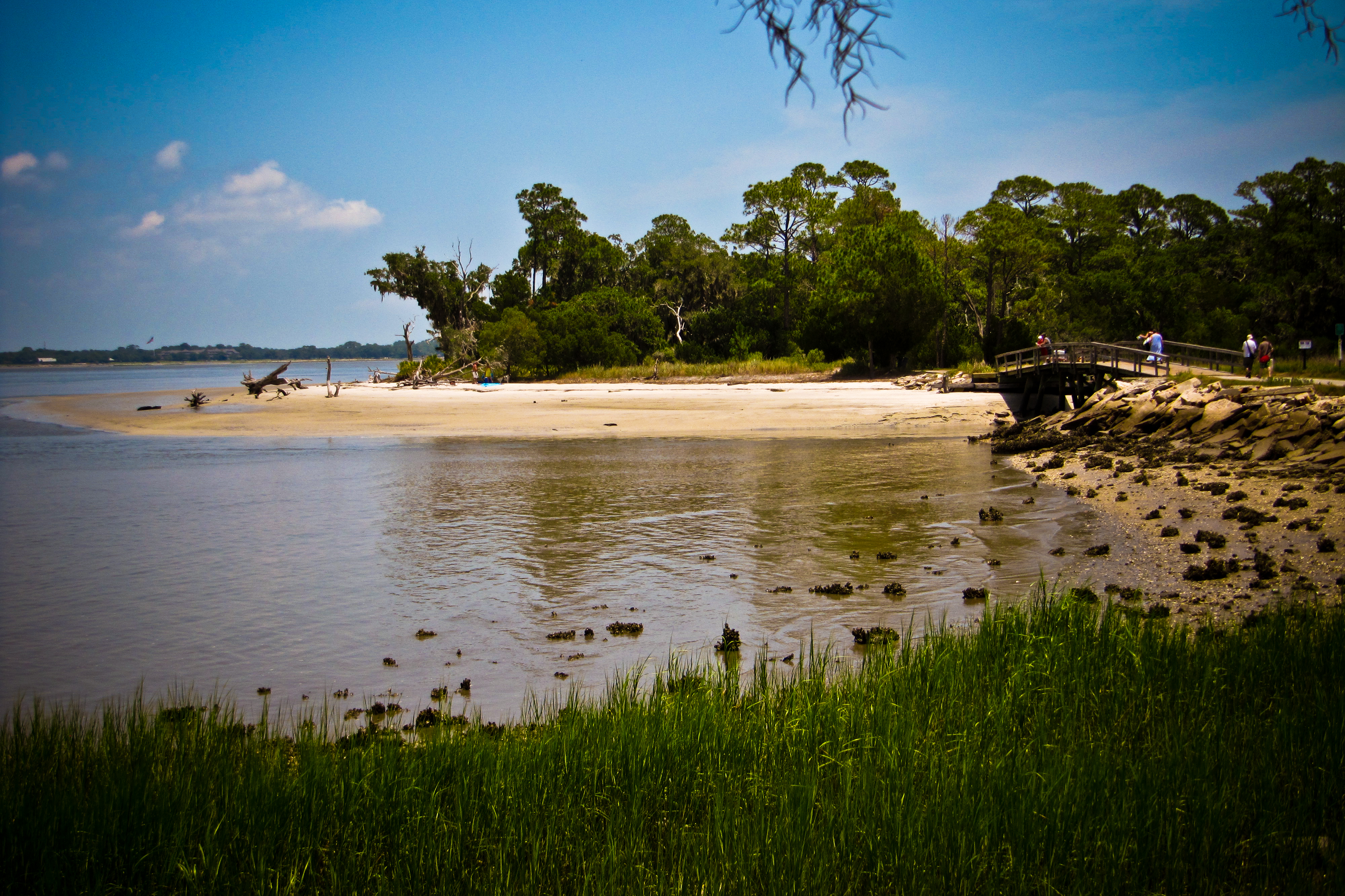
Jekyll Island

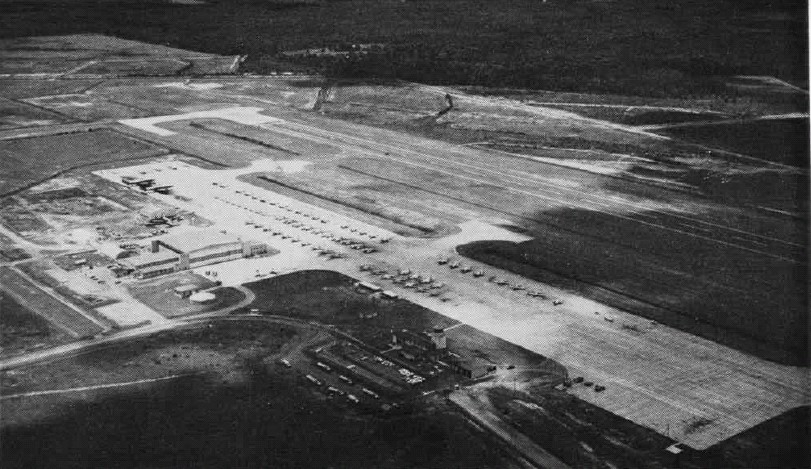
Der Glynco Brunswick Flughafen

Laut der Volkszählung von 2010 verteilten sich die damaligen 79.626 Einwohner auf 31.774 bewohnte Haushalte, was einen Schnitt von 2,46 Personen pro Haushalt ergibt. Insgesamt bestehen 40.716 Haushalte.
66,9 % der Haushalte waren Familienhaushalte (bestehend aus verheirateten Paaren mit oder ohne Nachkommen bzw. einem Elternteil mit Nachkomme) mit einer durchschnittlichen Größe von 2,98 Personen. In 32,5 % aller Haushalte lebten Kinder unter 18 Jahren sowie in 27,7 % aller Haushalte Personen mit mindestens 65 Jahren.
26,6 % der Bevölkerung waren jünger als 20 Jahre, 24,1 % waren 20 bis 39 Jahre alt, 33,7 % waren 40 bis 59 Jahre alt und 21,5 % waren mindestens 60 Jahre alt. Das mittlere Alter betrug 39 Jahre. 47,5 % der Bevölkerung waren männlich und 52,5 % weiblich.
67,6 % der Bevölkerung bezeichneten sich als Weiße, 26,0 % als Afroamerikaner, 0,3 % als Indianer und 1,2 % als Asian Americans. 3,1 % gaben die Angehörigkeit zu einer anderen Ethnie und 1,8 % zu mehreren Ethnien an. 6,4 % der Bevölkerung bestand aus Hispanics oder Latinos.
Das durchschnittliche Jahreseinkommen pro Haushalt lag bei 45.588 USD, dabei lebten 19,7 % der Bevölkerung unter der Armutsgrenze.

## Kultur und Sehenswürdigkeiten

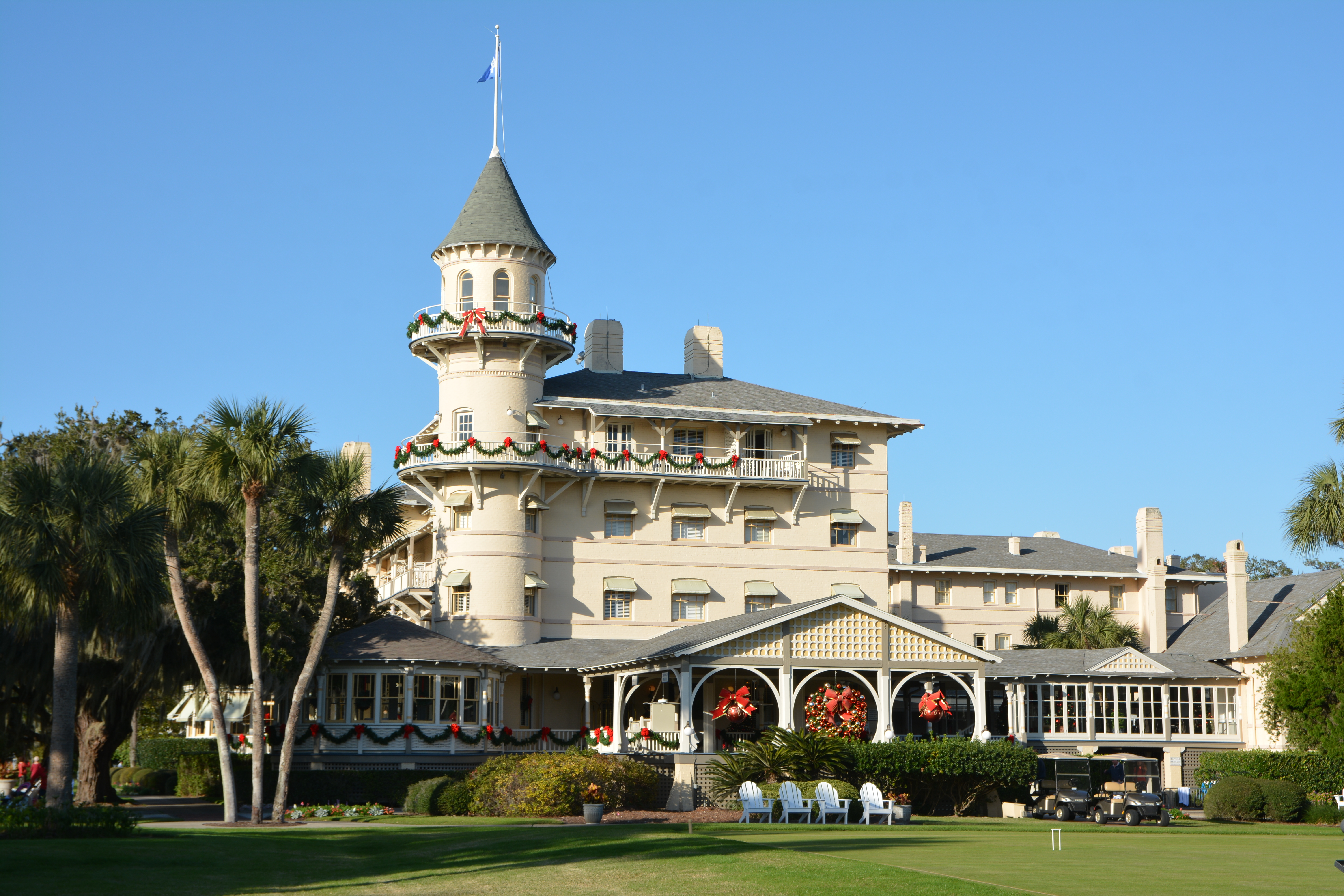
Jekyll Island Club im Jekyll Island Historic District (2016). Dieser Bezirk besteht aus dem Clubhaus und 32 weiteren Anwesen, die zu seiner Schutzwürdigkeit beitragen (Contributing Properties) und um die letzte Jahrhundertwende entstanden. Darunter befindet sich das Rockefeller Cottage, das 1903 in den Besitz von William Rockefeller überging. Der Historic District umfasst das ehemalige Clubgelände und wurde im Januar 1972 in das NRHP eingetragen. Im Juni 1978 erhielt der Bezirk den Status eines National Historic Landmarks zuerkannt.

20 Bauwerke, Stätten und Historic Districts („historische Bezirke“) im Glynn County sind im National Register of Historic Places („Nationales Verzeichnis historischer Orte“; NRHP) eingetragen (Stand 5. Januar 2024), wobei der Jekyll Island Historic District den Status eines National Historic Landmarks („Nationales historisches Wahrzeichen“) hat.

## Orte im Glynn County
Orte im Glynn County mit Einwohnerzahlen der Volkszählung von 2010:
City:
- Brunswick (County Seat) – 15.383 Einwohner

Census-designated places:
- Country Club Estates – 8.545 Einwohner
- Dock Junction – 7.721 Einwohner
- St. Simons – 12.743 Einwohner

## Inseln
- Jekyll Island, Sea Island, St. Simons Island